# John Wolley
John Wolley (ur. 11 czerwca 1823 w Matlock (Derbyshire), zm. 20 listopada 1859, prawdopodobnie w Londynie) – angielski przyrodnik (owologia, historia naturalna) i podróżnik, twórca kolekcji jaj ptasich, opisanej w A catalogue of eggs collected in Lapland chiefly in the years 1855, 1856, 1858 … oraz w czterotomowej pracy Ootheca Wolleyana, opracowanej po śmierci J. Wolleya przez jego przyjaciela Alfreda Newtona, badacz procesu wymierania ptaków i pionier w dziedzinie ochrony gatunków zagrożonych.

## Życiorys

### Dzieciństwo
Urodził się 13 maja 1823 roku w Matlock. Był najstarszym synem wielebnego Johna Hurta i jego żony Mary, córki Adama Wolleya, znawcy historii regionu i kolekcjonera cennych manuskryptów. Po śmierci Adama Wolleya (1827) zbiory przekazano do British Museum, a John Hurt przyjął nazwisko teścia – John Wolley. Początkowo John junior uczył się w szkole Mr. Fletchera w Southwell, której uczniami byli później również młodsi bracia, George i Charles. Interesował się przyrodą i wraz z braćmi tworzył kolekcję roślin i owadów (dziecięce „muzeum” w ogrodzie obok domu w Beeston). Od dzieciństwa prowadził staranne notatki, o czym świadczy np. wykorzystanie po dwudziestu latach informacji o jajach zakupionych od pana Arthura Stricklanda, właściciela „muzeum” w Bridlington (rodzina Wolleyów odwiedziła miejscowość w 1835 roku, gdy John miał 6 lat).

### Eton College i Trinity College
Od 13. roku życia uczęszczał do Eton College (1836–1842), w którym zwracano uwagę na jego zainteresowanie historią naturalną – nadal kolekcjonował owady i jaja, mówiono, że „znał każdą roślinę”. W Eton wyróżniał się w akademickich drużynach sportowych; uprawiał np. żeglarstwo, wioślarstwo (był kapitanem łodzi wyścigowych, m.in. „ósemki”) i piłkę nożną. Był członkiem Eton Society.
W październiku 1842 roku wyjechał do Trinity College w Cambridge. Nie starał się o wysokie stopnie naukowe, rezygnując z sumiennych lektur na rzecz poznawania okolic Cambridgeshire. W 1845 roku rozpoczął samotną podróż na południe Hiszpanii – zwiedził Kadyks, Sewillę i Gibraltar, przebył Cieśninę Gibraltarską, docierając do Tangeru. Nieoczekiwanie spotkał mieszkającego tam kolekcjonera jaj, Mons. Faviera (mało wówczas znanego), co nie tylko umożliwiło wzbogacenie własnej kolekcji, ale również nawiązanie owocnych kontaktów z poważanymi specjalistami, m.in. W. Yarrellem i W.Ch. Hewitsonem. Przywiezione przez Wolleya jaja żwirowca (Glareolinae) i szczudlaka (Himantopodinae) Yarrell zaliczył do „najrzadszych, jakie kiedykolwiek miał” (w końcu XIX w. nie były już uważane za rzadkie). W. Hewitson otrzymał jaja ścierwnika, dzięki czemu mógł w swojej znanej publikacji, którą wówczas kończył, zamieścić pierwszą poprawną ilustrację.
Stopień Bachelor of Arts (zob. bachelor’s degree, licencjat) John Wolley otrzymał w styczniu 1846 roku, po czym opuścił Uniwersytet.

### Londyn i Edynburg
Zamieszkał w Londynie i podjął studia prawnicze w Middle Temple z zamiarem zdobycia zawodu „special pleader”.

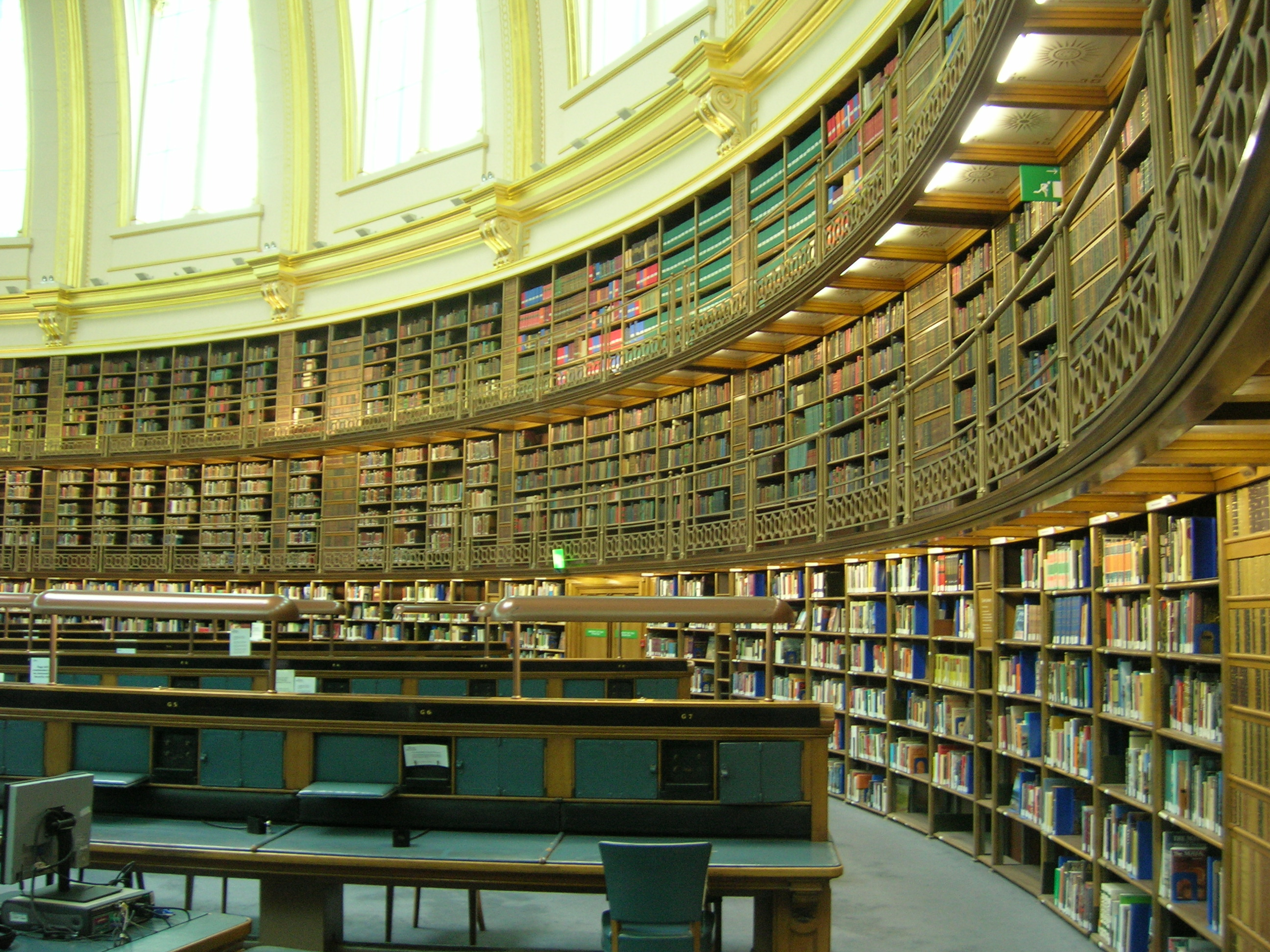
British Museum Reading Room

Zamiar ten porzucił, ponieważ po nawiązaniu kontaktów z doświadczonymi przyrodnikami (m.in. z H.E. Stricklandem) jego zainteresowanie zoologią nasiliło się. Spędzał dużo czasu w London Zoo i Reading Room Muzeum Brytyjskiego, śledząc dawne i nowe doniesienia o wymarłych gatunkach ptaków, tj. dodo i alce olbrzymiej. Dotarł do cennego rękopisu „Coppey of Mr. Benj. Harry’s Journal” z 1681 roku. Planował – z udziałem Yarrella i Hewitsona – badawczy wyjazd na Islandię, który jednak nie doszedł do skutku. Nawiązał kontakty ze wszystkimi znanymi kolekcjonerami (Hancock, Pitman, Salmon, Selater, Tuke, Wilmot).

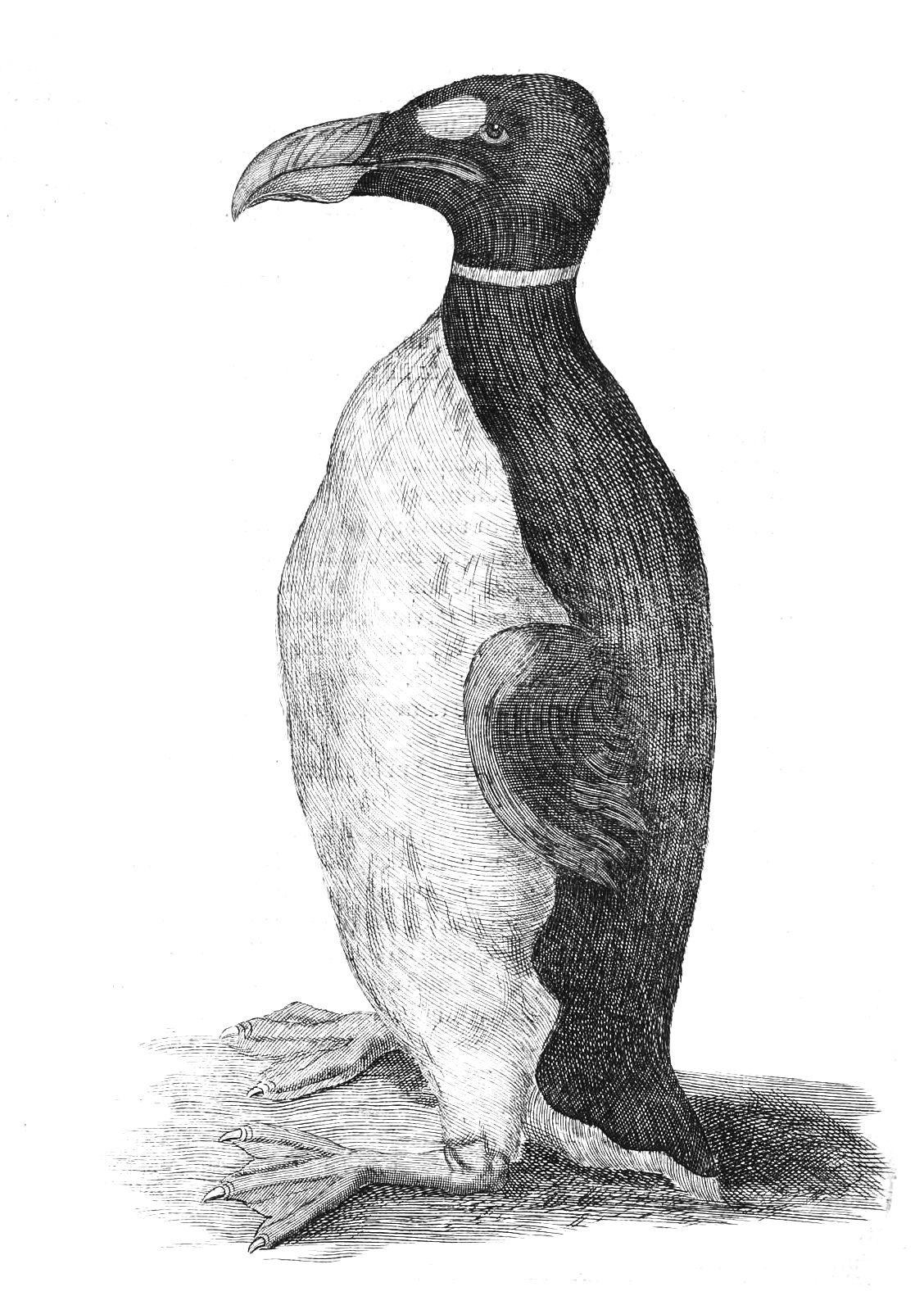
Great Auk z Wysp Owczych
– prawdopodobnie jedyny wizerunek żyjącego ptaka (Ole Worm 1655). Alka olbrzymia jest prawdopodobnie jedynym z wymarłych gatunków ptaków brytyjskich, który żył jeszcze w czasach historycznych. Ostatnią parę zabito prawdopodobnie 3 lipca 1844 roku. Jajo zostało rozdeptane

W czerwcu 1846 roku wyjechał z kuzynem Jamesem T. Hurtem na wycieczkę do Niemiec i Szwajcarii (zdobyli Mont Blanc, co uznawano wówczas za wyczyn). W czasie podróży odwiedził większość muzeów historii naturalnej i spotkał się ze znanymi kolekcjonerami jaj, zwłaszcza w drodze powrotnej przez Francję (M. Lefèvre w Paryżu, M. Hardy z Dieppe).
Po powrocie z podróży rozpoczął studia medyczne w Uniwersytecie Edynburskim (1847). Tytuł zawodowy lekarza i stanowisko Senior President Royal Medical Society (studenckie stowarzyszenie naukowe w University of Edinburgh Medical School) uzyskał w roku 1850.
W czasie studiów nie zrywał kontaktów z ornitologami – m.in. odbył wakacyjne wyprawy badawcze na Orkady, Szetlandy i Wyspy Owcze. Jego praca nt. Some observation on the Birds of the Faroe Islands została zamieszczona w pierwszym tomie Contributions to Ornithology 1848–1852, którą William Jardine opublikował w 1852 roku. Otrzymał stopień M.A. (Cambridge Commencement). Do 1853 roku mieszkał w Londynie. Był lekarzem stażystą w nowo utworzonym w Londynie St Mary’s Hospital; w tymże szpitalu pracował, jako lekarz rodzinny, dobry przyjaciel i dawny sąsiad, dr Francis Sibson z Nottingham.
Nieustannie analizował historię i współczesne badania ornitologiczne, zwracając uwagę przede wszystkim na wymieranie gatunków, a zwłaszcza historię wymarcia alki olbrzymiej. Starania o prawną ochronę ptaków brytyjskich prowadził – wspólnie z przyjacielem, A. Newtonem – z tak dużym zaangażowaniem, że uznawano to niemal za obsesję.

### Laponia
Kilkuletni program obserwacji populacji ptaków zagrożonych J. Wolley postanowił realizować w Laponii (zob. mapa), w otoczeniu znanych miejsc gniazdowania ostatnich populacji alki olbrzymiej (m.in. wybrzeża Szkocji, Norwegii, Finlandii i sąsiednie wysepki). Przygotowując wyprawę prawdopodobnie miał dostęp nie tylko do publikacji brytyjskich, ale również do obszernej relacji z międzynarodowej arktycznej ekspedycji, którą kierował w latach 1838–1840 francuski lekarz i przyrodnik, Paul Gaimard. W interdyscyplinarnych badaniach brali udział naukowcy francuscy, duńscy, norwescy i szwedzcy (była to prawdopodobnie pierwsza międzynarodowa ekspedycja naukowa). Badania wykonywano w czasie trzech letnich wypraw na Wyspy Owcze oraz do północnej Norwegii, na Morze Białe i do Archangielska. Część uczestników spędziła zimę 1838–1839 w okręgu Finnmark, podczas gdy inni podróżowali po Norwegii, Szwecji, Finlandii, Danii i Rosji. Obszerna publikacja pt. Voyages de la Commission scientifique du Nord, en Scandinavie, en Laponie, au Spitzberg et aux Feröe została wydana po raz pierwszy w 1852 roku.
Miejsce realizacji własnego kilkuletniego programu (1853–1857) Wolley konsultował z naukowcami szwedzkimi różnych specjalności, prawdopodobnie m.in.  z A. Retziusem (szwedzki anatom i antropolog, profesor Instytutu Karolinska w Sztokholmie) i K. Hartmanem (botanik z Uniwersytetu w Uppsali) – obaj naukowcy wskazali jego adres B. Taylorowi, gdy tenże gromadził materiały do swojej książki Northern Travel: Summer and Winter Pictures of Sweden, Denmark, and Lapland (wyd. 1857). Prawdopodobnie utrzymywał też kontakty z Larsem Læstadiusem, botanikiem uczestniczącym w latach 1838–1840 we wspomnianej międzynarodowej ekspedycji, a od 1849 roku diakonem Pajali (szerzącym własny ruch religijny – laestadianizm, nurt luteranizmu). Na miejsce pobytu wybrał szwedzki brzeg rzeki Muonio (szwedzko-fińska rzeka graniczna) w gminie Pajala, graniczącej z fińską gminą Muonio.
Zamieszkał w małej wiosce Muoniovaara (okolice Pajali), u Fransa B. Forsströma, szwedzkiego kupca, jednego z miejscowych przeciwników laestadianizmu (laestadianizm bezwzględnie wymaga abstynencji, która prowadzi do zmniejszenia dochodów z produkcji i sprzedaży alkoholu).
Jaja gromadzili dla J. Wolleya Ludwig Mathias Knoblock i jego ojciec, były norweski handlowiec Fredrick W. Knoblock, kolekcjonerzy korzystający z pomocy mieszkańców okolicy.
Mieszkając w tych warunkach przez trzy lata poznał miejscowe języki, kulturę (zob. mitologia nordycka, kultura Islandii) i codzienne zwyczaje (zaangażował się w lokalne spory). Jego spostrzeżenia wykorzystał m.in. Bayard Taylor – znany amerykański poeta, podróżnik, tłumacz (1824–1878), który został serdecznie przyjęty w Muoniovaara. W rozdziałach Life in Lapand i About the Finns swojej książki Northern Travel, Taylor wyraża wdzięczność za gościnność i za ułatwienie zrozumienia osobowości Szwedów i Finów – przeanalizowania przyczyn obserwowanych różnic na tle informacji o dalekim pokrewieństwie Finów z Węgrami (zob. ludy ugrofińskie).
John Wolley nie opisał swoich demograficzno-socjologicznych obserwacji Lapończyków. Stan zdrowia nie pozwolił mu nawet na zrealizowanie programu czteroletnich obserwacji ornitologicznych. Zimę 1857/1858 spędził w Anglii, gdzie nadal studiował historię alki olbrzymiej. W ramach tych badań w kwietniu 1858 roku udał się z Alfredem Newtonem na Islandię (Reykjavík–Cape Reykjanes, okolice Geirfuglasker). W tym okresie przygotowywał wystąpienia naukowe, np. na Field-Meeting of the Tyneside Naturalists’ Club (Marsden, październik 1859), jednak równocześnie pisał w listach do przyjaciół o swoim dziwnym, niepokojącym osłabieniu i pogarszającej się pamięci. Dr Francis Sibson zalecił zwrócenie się do londyńskiego specjalisty, dr. Todda. Po powrocie do Londynu stan zdrowia Wolleya pogarszał się. Świadomy nadchodzącej śmierci zadysponował, aby jego zbiory zostały przekazane Alfredowi Newtonowi. Zmarł 20 listopada 1859 roku w wieku 36 lat.

## Dorobek
W lutym 1860 roku Alfred Newton otrzymał przesyłkę, ważącą tonę – 24 opakowania, zawierające wyniki nieukończonej pracy przyjaciela. Po konsultacji z Philipem Sclaterem podjął się utworzenia katalogu bogatej kolekcji z wykorzystaniem notatek Johna Wolleya z lat 1848–1859. W latach 1864–1907 opublikował cztery tomy Ootheca Wolleyana (autorzy: Wolley, John, 1823–1859; Newton, Alfred, 1829–1907. Kolejne części, wydawane w latach 1864, 1902, 1905 i 1907, zostały uzupełniane opisami eksponatów, które w latach 1859–1864 dostarczyli z Laponii F. i L. Knoblock.
Zbiór jaj ptasich, przekazany przez Newtona do University Museum of Zoology w University of Cambridge, jest uważany za najważniejszą kolekcję pojedynczą spośród wielu przechowywanych w muzeum (łącznie ok. 10 tys. lęgów z Europy i Ameryki Północnej). W muzeum znajduje się również 12 tomów oryginalnych notatek J. Wolleya oraz Egg Book F.W. Knoblocka i Ludwiga Knoblock’s Journal.
Wydawane w kolejnych latach części Ootheca Wolleyana dotyczą gatunków: Accipitres (1864), Picariae–Passeres (1902), Columbae–Alcae (1905), Alcae-Anseres (1907)
Odrębną publikację, zatytułowaną Abstract of Mr. J. Wolley’s Researches in Iceland respecting the Gare-fowl or Great Auk (Alca impennis, Linn.) Alfred Newton opublikował w Ibis w 1908 roku.
Wspólne z Newtonem badania losów tego wymarłego gatunku były związane z ich wspólnym zaangażowanych w ochronę gatunków zagrożonych (zob. gatunek krytycznie zagrożony). Obaj są uznawani za pionierów w dziedzinie prawnej ochrony przyrody – starań o zachowanie bioróżnorodności (podobne cele starał się realizować w Stanach Zjednoczonych John James Audubon).
Przedwczesna śmierć sprawiła, że Wolley nie doczekał uchwalenia pierwszego brytyjskiego aktu prawnego w sprawie ochrony ptaków morskich. Sea Birds Preservation Act (czerwiec 1869) jest uznawany za sukces Alfreda Newtona, jednak John Wolley był niewątpliwie jego współtwórcą. Sea Birds Preservation Act wprowadził okres ochronny od 1 kwietnia do 1 sierpnia dla 35 gatunków (ochrona nie obejmowała jaj).

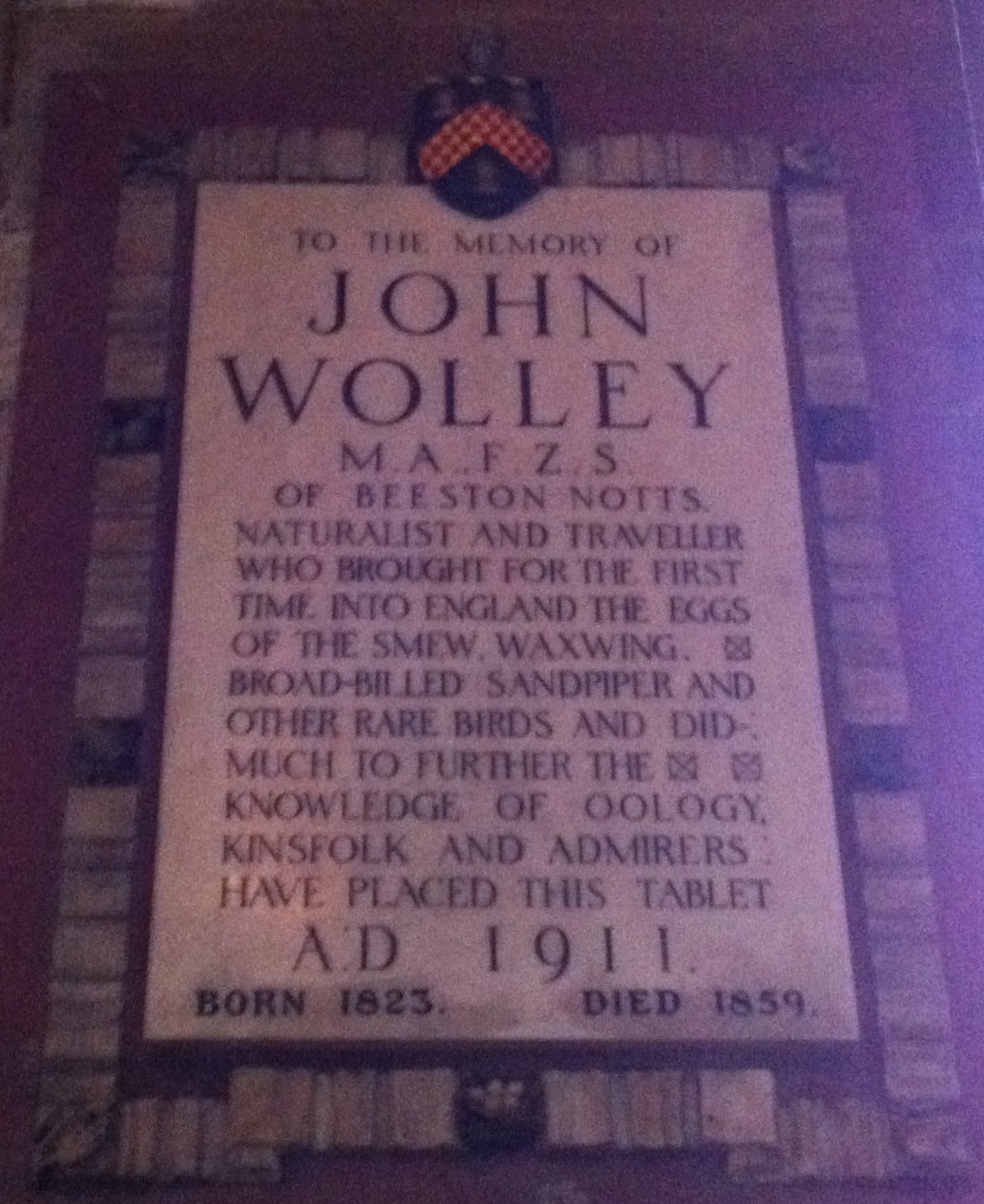
Tablica pamiątkowa w Katedrze w Southwell

Zgromadzone przez Johna Wolleya kolekcje są wykorzystywane przez współczesnych ekologów, wykonujących ornitologiczne badania w Laponii (część szwedzka, fińska i norweska). W 2011 roku, w czasie międzynarodowej konferencji nt. zmian liczebności populacji sokoła norweskiego (białozór, Falco rusticolus, Gyrfalcons) i pardwy górskiej (Lagopus muta, Ptarmigan) przedstawiono np. porównanie dwóch 11-letnich okresów badań populacji sokoła norweskiego, odległych o 150 lat. Nie potwierdzono dramatycznej wymowy wcześniejszych spostrzeżeń P.J. Tømmeraasa, że w 1993 roku były zasiedlone tylko cztery z 31 gniazd, z których pochodziły jaja opisane przez Wolleya. Tømmeraas wnioskował, że może to oznaczać zmniejszenie się w okresie 140 lat populacji tych ptaków o 87%. K. Johansen i A. Østlynge po raz pierwszy porównali własne wyniki, uzyskane w latach 2000–2010, z wynikami Wolleya, uzyskanymi 157 lat wcześniej (okres 1854–1864) na tym samym obszarze (1800 km²). Stwierdzono stosunkowo małe zmiany populacji białozora; część zasiedlanych terytoriów porzucono m.in. z powodu ekspansji brzozy omszonej (Betula pubescens) i wzrostu liczebności orła przedniego (Aquila chrysaetos).